# Calamitas virtutis occasion est
Calamitas virtutis occasion est (лат. изговор: каламитас виртутис оказио ест). Несрећа је прилика за врлину. (Сенека)

## Поријекло изреке
Ову изреку је казао почетком нове ере римски књижевник Сенека.

## Изрека у српском језику
У српском језику постоји слична изрека: „На муци се познају јунаци.“

## Тумачење
У невољи се показују врлине. Да невоља нема за врлине се не би знало. Невоља је прилика за врлину.